# Mäuse an der Macht
Mäuse an der Macht (Originaltitel: Capitol Critters) ist eine US-amerikanische Zeichentrickserie aus dem Jahr 1992.

## Handlung
Die Feldmaus Max lebt auf dem Lande und zieht, nachdem ihre Familie von einem Kammerjäger getötet wurde, zur Cousine Berkeley, der Laborratte Muggle, dem ständig schlecht gelaunten Jammet und weiteren Artgenossen in das Weiße Haus. Im Präsidentenkeller kämpfen sie gegen Feinde wie Kater oder Kakerlaken.

## Produktion und Veröffentlichung
Die Serie wurde 1992 von Hanna-Barbera und Steven Bochco Productions in den Vereinigten Staaten produziert. Dabei entstanden 13 Folgen mit einer durchschnittlichen Laufzeit von 22 Minuten. Erstmals wurde die Serie am 28. Januar 1992 von der American Broadcasting Company ausgestrahlt. Die deutsche Erstausstrahlung fand 1993 auf ProSieben statt. Weitere Ausstrahlungen im deutschsprachigen Raum fanden auf Anixe, K-Toon, Das Vierte, Kabel eins und Junior statt.

## Episodenliste
| Folge | deutscher Titel             | englischer Titel                               |
| 1     | Von Mäusen und Menschen     | Max                                            |
| 2     | Kampf im Untergrund         | Hat And Mouse                                  |
| 3     | Die Bestechungsaffäre       | Of Thee I Sting                                |
| 4     | Jammet rüstet auf           | The Rat To Bear Arms                           |
| 5     | Internationale Verbindungen | A Little Romance                               |
| 6     | Die verhängnisvollen Pillen | Opies Choise                                   |
| 7     | Die Bevölkerungsexplosion   | An Embarrassment Of Roaches                    |
| 8     | Das Waldabenteuer           | Into The Woods                                 |
| 9     | Feindesliebe                | Gimme Shelter                                  |
| 10    | Der Hungerstreik            | The Lady Doth Protest Too Much                 |
| 11    | Angeklagt                   | The Bug House                                  |
| 12    | Der Kilowatt-Aufstand       | The Kilowatt-Riots                             |
| 13    | Jammets große Liebe         | If Loving You Is Wrong, I Don’t Want To Be Rat |